# منزل رولينز-آير
تم إدراج منزل رولينز-آير (بالإنجليزية: Rollins-Eyre House)، الواقع في 113 غرب شارع ماين في مينرسفيل، يوتا، في السجل الوطني للأماكن التاريخية عام 1995.

## البناء
المنزل مكون من طابقين تم بناؤه على مرحلتين، في حوالي عام 1870 وحوالي عام 1890، وكلاهما من البناء بالطوب الأحمر. كانت المرحلة الأولى عبارة عن منزل على الطراز اليوناني الجديد مع ممر مركزي؛ وأضافت المرحلة الثانية امتداد انتقائي على الطراز الفيكتوري.

## معرض الصور

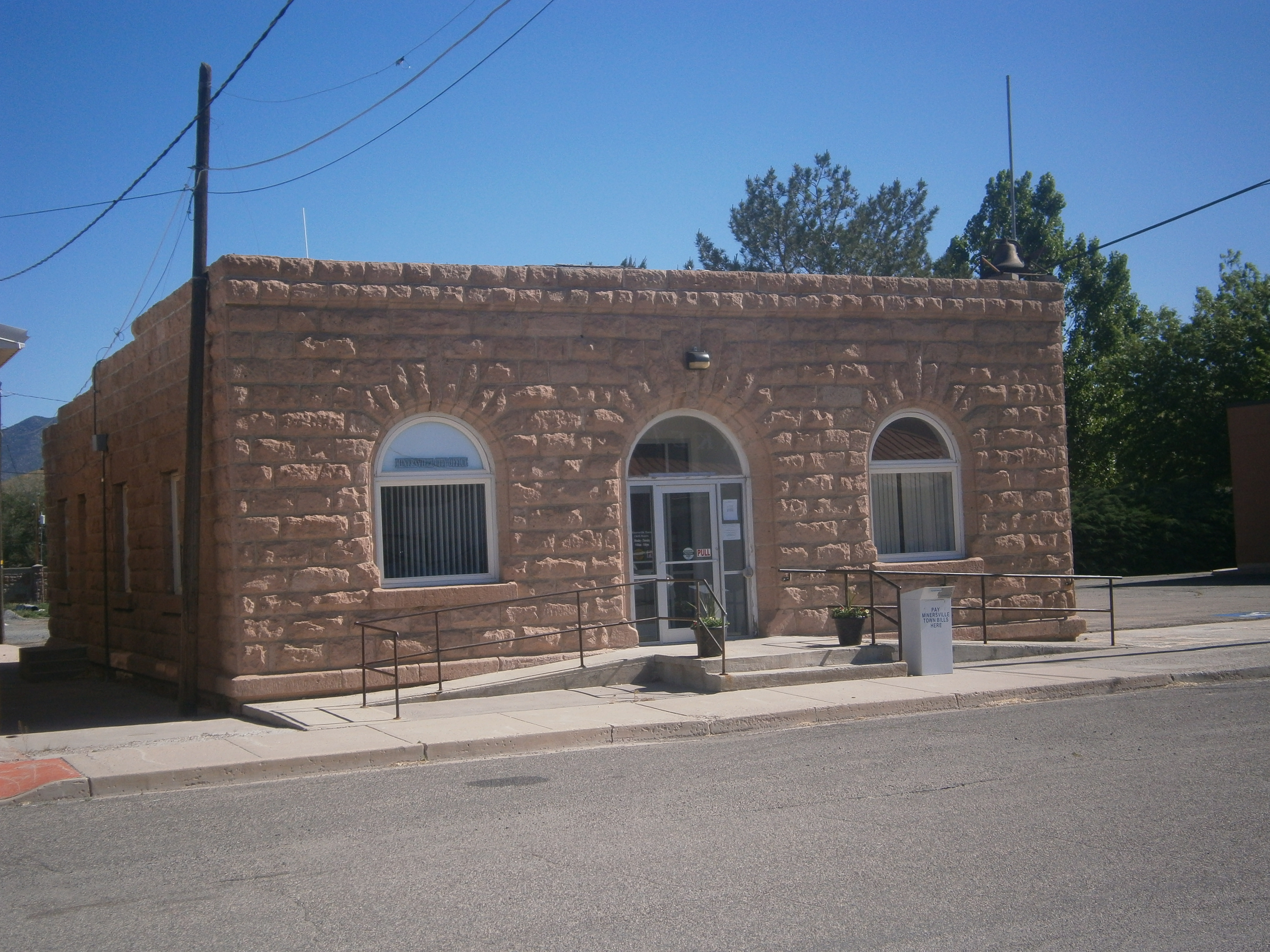
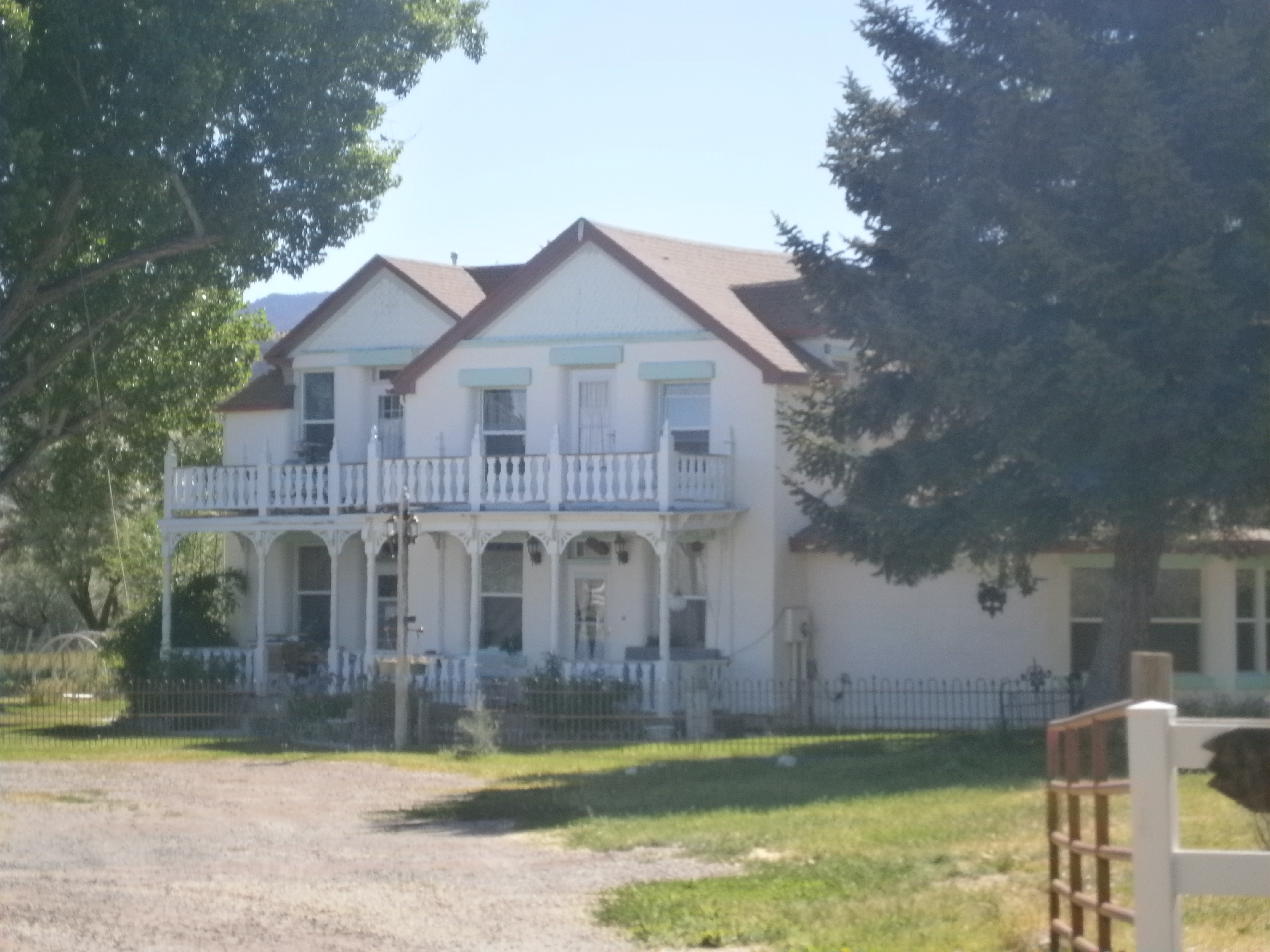